# Mario Bonnard
Mario Giuseppe Maria Bonnard, född 24 december 1889 i Rom, död 22 mars 1965 på samma ort, var en italiensk skådespelare och filmregissör. Som skådespelare arbetade han uteslutande under stumfilmens era och då främst som protagonist av samma typ som Rudolph Valentino i "kostymfilmer" där dräkterna och scenografin var minst lika väsentliga som handlingen. Han började regissera redan under stumfilmens tid men blev känd som regissör först efter ljudfilmens genombrott, främst för sina romantiska komedier och ett antal historiska så kallade Peplum-filmer.

## Biografi

### De tidiga åren
Mario Bonnard föddes på julaftonen 1889, som den yngre av två söner till Nicola Bonnard och Ermelinda Reibaldi. Han sökte sig tidigt till teatern medan den äldre brodern Giulio valde att studera musik. Sin första filmroll fick Bonnard 1909 i Mario Caserinis film Otello och den inledde ett mångårigt samarbete med Caserini. Den första huvudrollen fick Bonnard 1912 i Luigi Maggis film Satana som baserades dels på John Miltons epos Det förlorade paradiset, dels på Friedrich Gottlieb Klopstocks Messias som i sin tur var inspirerad av Miltons verk.

### Skådespelare och stumfilmsregissör
Bonnard lyckades väl med sin första huvudroll och Caserini valde honom till den manliga huvudrollen i Ma l'amor mio non muore där hans kvinnliga motspelare blev Lyda Borelli, ibland kallad den första divan i italiensk film. Samarbetet fungerade utmärkt och paret gjorde ytterligare en film tillsammans. När Caserini grundade ett eget produktionsbolag i Turin 1915 tecknade han samtidigt ett långtidskontrakt med Bonnard. Det pågående världskriget gjorde emellertid att man inte kunde genomföra planerna och Bonnard tog därför chansen när ett annat bolag, Electa film, 1917 erbjöd honom möjligheten att regissera filmen Treno di Lusso. Det blev flera filmer för Electa och Bonnard blev snabbt mer intresserad av att regissera än att själv agera. Efter 1923 gjorde han endast sporadiska inhopp som skådespelare.

### Efter stumfilmen
Den italienska stumfilmen hamnade i ekonomisk kris redan före ljudfilmens genombrott och under en period i slutet av 1920-talet kunde Bonnard inte finansiera någon film i Italien. Han flyttade därför först till Berlin där han 1930 regisserade Der Sohn der Weissen Berge. Därefter flyttade han till Paris och gjorde 1932 Pas des femmes med en ung Fernandel i huvudrollen. Det öppnade möjligheten till en fransk-italiensk samproduktion, en musikalkomedi, som gjordes i två språkversioner. Den italienska hade premiär 1933 och fick namnet Tre uomini in frak, den franska fick heta Trois hommes en habit. Den italienska versionen var enligt kritikerna medelmåttig men drog ändå mycket publik på grund av de tre huvudrollsinnehavarna operasångaren Tito Schipa, och de två kända teaterkomikerna Eduardo De Filippo och Giuseppe (Peppino) De Filippo.
Bonnard flyttade hem till Italien 1935 och fortsatte sin filmkarriär där. Hans största publiksuccé under 1930-talet kom med den historiska filmen Il feroce Saladino (1937). Bland hans senare filmer kan nämnas två som båda hade Aldo Fabrizi men egentligen staden Rom i huvudrollerna, Avanti c'è posto (1942) och Campo de' fiori (1943). I den sistnämnda gjorde Anna Magnani en av sina första betydande roller. Bonnard gjorde också några komedier med Totò och Alberto Sordi som alla drog stor publik men inte blev några framgångar bland kritikerna. Bland hans sista filmer kan noteras Gastone (1959), en ironisk tillbakablick på stumfilmens tid. Nästan samtidigt med den påbörjade han sin sista peplum-film Gli ultimi giorni di Pompei (1959) som han emellertid av hälsoskäl måste avstå från att fullborda och regisserandet övertogs av Sergio Leone. Bonnard drog sig tillbaka från filmen 1961.